# عبد الله بن مسلم بن شهاب الزهري
عبد الله بن مسلم بن عبيد الله بن عبد الله بن شهاب بن الحارث بن زهرة القرشي الزهري المدني أخو الإمام محمد بن شهاب الزهري. تابعي، وراوي حديث نبوي، من الثقات، وكان كثير الحديث، توفي قبل أخيه.

## روايته للحديث النبوي
- روى عن: أنس بن مالك، وحمزة بن عبد الله بن عمر بن الخطاب، وحنظلة بن قيس الزرْقِيّ، وعَبْد اللَّهِ بْن ثعلبة بْن صعير، وعبد الله بن عمر بن الخطاب، وعمر بن عبد الله بن الزبير، وأخيه محمد بن مسلم بن شهاب الزهري، ومولى لأسماء بنت أبي بكر.
- روى عنه: بكير بن عبد الله بن الأشج، وجعفر بْن عَمْرو بْن جَعْفَر بْن أمية، ودويد بن نافع، وعبد الرحمن بن إسحَاق المدني، وعبد الوهاب بْن أَبي بكر المدني وكيل الزُّهْرِيّ، وابنه مُحَمَّد بْن عَبد اللَّهِ بْن مسلم بْن شهاب، وأخوه محمد بن مسلم بن شهاب الزهري، ومعمر بن راشد، والنعمان بْن راشد، ويزيد بْن عَبد اللَّهِ بْن الهاد.[1]
- الجرح والتعديل: وثّقه يحيى بن معين، والنسائي، ذكره ابن حبان في كتاب الثقات، استشهد بِهِ الْبُخَارِيّ، وروى لَهُ الباقون، سوى ابن ماجة.[1]